# Bàrbar

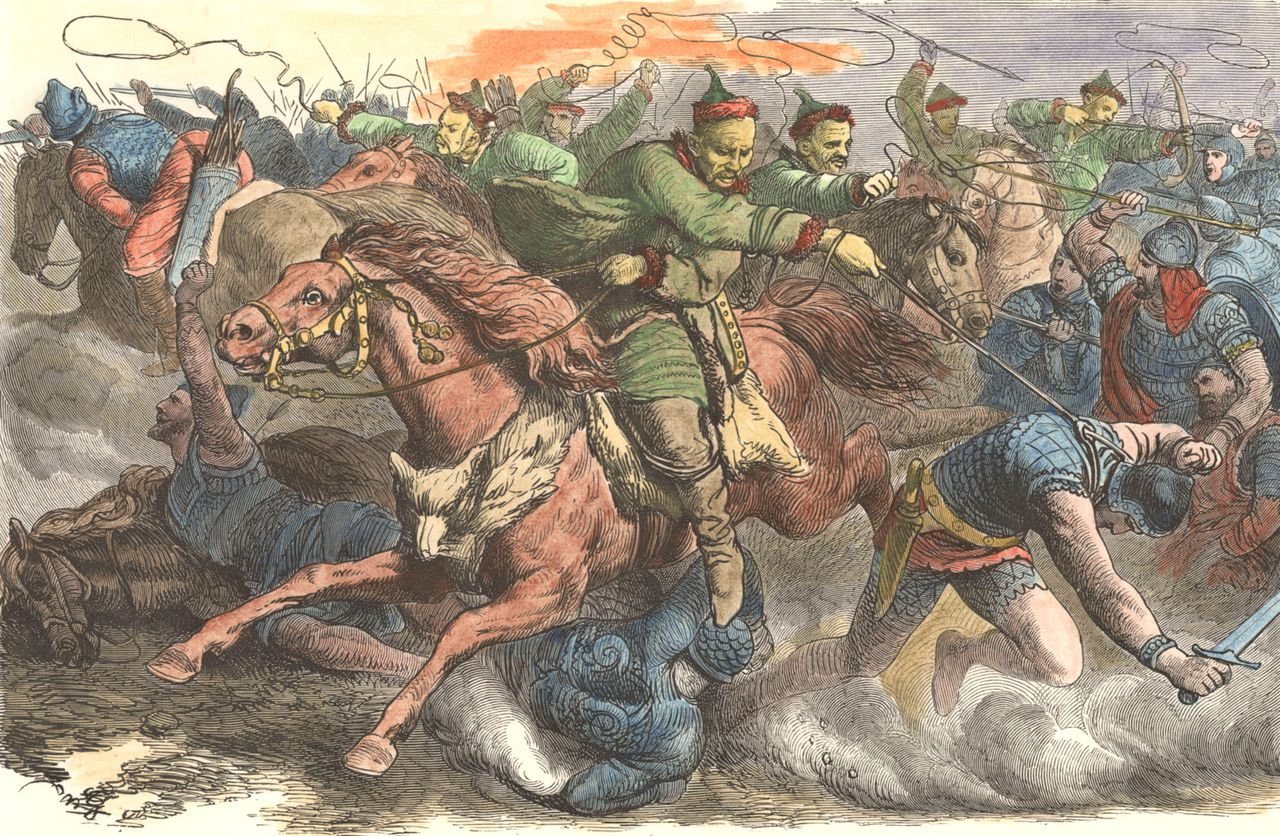
Els huns, els bàrbars arquetípics, entrant a sac dins el món civilitzat

Els bàrbars (del mot grec βάρβαρος) eren els no grecs, aquells que no empraven el grec com a idioma matern. La paraula era una onomatopeia; bar-bar representa la impressió produïda en sentir un idioma desconegut.
Al principi, el terme no tenia cap altre significat més enllà de 'no grec'. Els grecs es van trobar altres cultures com els egipcis, perses, fenicis, etruscs, romans, cartaginesos, ibers o bascs, amb qui no tenien característiques comunes. Els grecs no recelaven d'altres cultures; de fet, coneixien la gran antiguitat de les més desenvolupades civilitzacions d'Egipte, Fenícia i Mesopotàmia, de les quals van aprendre molt.

Invasions bàrbares. Tots els pobles assenyalats, excepte els huns, són germànics

Després de les guerres grecoperses durant el segle v aC, en què una coalició de grecs va derrotar un gran imperi en la batalla de Marató el 490 aC, se'n va desenvolupar l'estereotip, veient la resta de pobles inferiors militarment i política, usant el terme per a anomenar les nacions o ètnies percebudes amb un nivell inferior de civilització o els pobles o persones brutals, cruels, insensibles, amb comportaments inacceptables en societats civilitzades. Els romans van titllar de bàrbares les civilitzacions que envoltaven els seus territoris: les diverses tribus germàniques, els assentats gals, els incursors huns i els imazighen del nord d'Àfrica. Així mateix, la caiguda de l'Imperi romà s'atribueix, fonamentalment, a les invasions bàrbares.
Aviat bàrbar no sols va significar 'estranger' sinó també 'mancat d'educació', amb independència del lloc de naixement. Així utilitza ja el terme el grec clàssic Isòcrates. En una línia xenòfoba, més endavant l'etnologia i antropologia occidentals tradicionals van denominar barbàrie aquelles societats primitives que consideraven en un estadi d'evolució cultural intermedi entre el salvatgisme i la civilització.
Com veiem, durant mil·lennis, es va considerar com a bàrbara només la civilització d'altri, per a així poder legitimar i sacralitzar la civilització pròpia. Ara bé, pensadors crítics moderns com Montaigne, Diderot o Walter Benjamin han negat aquests principis xenòfobs i han destacat que tota civilització o cultura arrela també en algun tipus de barbàrie pròpia i no aliena.